# El misteri dels faigs de coure
El misteri dels faigs de coure (anglès: The Adventure of the Copper Beeches), una de les 56 històries breus de Sherlock Holmes escrites per Sir Arthur Conan Doyle, és l'última de les dotze recopilades a Les aventures de Sherlock Holmes. Es va publicar per primera vegada a The Strand Magazine el juny de 1892.

## Resum de la trama
Violet Hunter visita Holmes i li pregunta si hauria d'acceptar una feina com a institutriu, una feina amb condicions extraordinàries. Ella està seduïda pel sou fenomenal que, tal com s'oferia originalment, és de 100 lliures a l'any, que després va augmentar a 120 lliures quan la senyoreta Hunter es resisteix a haver de tallar-se els cabells llargs de color coure (a la seva feina anterior només cobrava 48 lliures a l'any). Aquesta és només una de les moltes condicions peculiars amb què ha d'estar d'acord. L'empresari, Jephro Rucastle, sembla prou agradable, però, evidentment, la senyoreta Hunter té les seves sospites.
Ella anuncia a Holmes, després de l'oferta salarial augmentada, que acceptarà la feina, i Holmes suggereix que si el necessiten, un telegrama el portarà a Hampshire, on es troba la finca rural del senyor Rucastle, els Faigs de coure.
Després de quinze dies, Holmes rep un missatge com aquest, suplicant-li que vingui a veure-la a Winchester. La senyoreta Hunter els explica una de les històries més singulars que han escoltat mai. El senyor Rucastle de vegades feia que la senyoreta Hunter portés un vestit color blau elèctric i s'assegués a l'habitació del davant llegint, d'esquena a la finestra del davant. Va començar a sospitar que no havia de veure res fora de la finestra, i un petit fragment de mirall amagat al seu mocador li va mostrar que tenia raó: un home estava parat allà a la carretera mirant cap a la casa.
En una altra sessió d'aquest tipus, el senyor Rucastle va explicar una sèrie d'històries divertides que van fer riure la senyoreta Hunter fins que es va cansar. L'única cosa sorprenent d'això va ser que la senyora Rucastle no només no va riure sinó que ni tan sols va somriure.
Hi havia altres coses desagradables a la llar. El nen de sis anys que se suposava que havia de cuidar era sorprenentment cruel amb els animals petits. Els criats, el senyor i la senyora Toller, eren una parella força amarga. Un gran mastí es guardava a la propietat i sempre tenia gana. Es va deixar sortir per rondar els terrenys a la nit i es va advertir a la senyoreta Hunter que no creués el llindar quan fos fosc. A més, el senyor Toller, que sovint estava borratxo, era l'únic que tenia control sobre el gos.
També va haver-hi l'estrany descobriment per part de la senyoreta Hunter del que semblaven ser els seus propis trens en un calaix tancat amb clau. En comprovar el seu propi equipatge, però, van resultar ser d'una altra dona, però idèntics en tots els sentits al de la senyoreta Hunter, fins i tot pel color inusual.
Tanmateix, el més inquietant de tot sobre la llar era l'ala del misteri. La senyoreta Hunter havia observat una part de la casa que no semblava estar utilitzada. Les finestres estaven brutes o tancades, i una vegada va veure que el senyor Rucastle sortia per la porta que conduïa a l'ala semblant més pertorbat. Més tard, va explicar que utilitzava les habitacions com a cambra fosca fotogràfica, però la senyoreta Hunter no estava convençuda.
Quan està borratxo, el senyor Toller deixa les claus a la porta de l'ala del misteri. La senyoreta Hunter s'entra. Troba el lloc esgarrifós, i quan veu una ombra que es mou a l'altre costat d'una porta tancada amb clau, s'espanta i surt corrent als braços d'espera del Sr. Rucastle. El senyor Rucastle no li retreu; en canvi, pretén consolar-la. No obstant això, ell exagera el seu acte i alerta les seves sospites, fent-la afirmar que no va veure res. En un instant, la seva expressió canvia de confort a ràbia.
Amb l'ajuda del gran detectiu, es descobreix que algú ha estat mantingut presoner a l'ala prohibida. El propòsit de contractar la senyoreta Hunter queda clar: la seva presència és convèncer l'home que mira des de la carretera que la filla de Rucastle Alice, abans desconeguda per la senyoreta Hunter i a qui s'assembla, ja no li interessa veure'l.

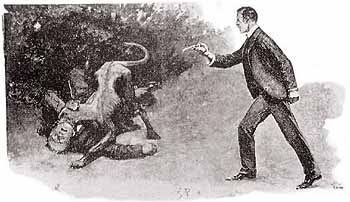
Watson rescatant Rucastle del seu mastí

Holmes, Watson i la senyoreta Hunter troben l'habitació secreta de la senyoreta Rucastle buida; Rucastle arriba i creu que el trio ha ajudat a la seva filla a escapar i va a buscar el mastí per atacar els intrus. Malauradament per a Rucastle, el gos s'ha mort accidentalment de fam durant més temps del que és habitual i l'ataca. Watson dispara al gos amb el seu revòlver. Més tard, la senyora Toller confirma la teoria de Holmes sobre la filla de Rucastle i revela que quan Alice va arribar a la majoria d'edat, havia de rebre una anualitat del testament de la seva difunta mare; Rucastle va intentar obligar la seva filla a signar-li el control de l'herència, la qual cosa només va provocar que Alice emmalaltís de febre cerebral; per tant, s'hagué de tallar el cabell. Aleshores, Rucastle va intentar allunyar l'Alice del seu promès tancant-la a l'ala misteriosa i contractant la senyoreta Hunter per fer-se passar per Alice.
La filla de Rucastle s'escapa amb el seu promès i es casen poc després. Watson assenyala que Holmes sembla haver estat atret per la senyoreta Hunter. Tanmateix, per a la seva decepció, Holmes no mostra cap interès per Miss Hunter després que s'hagi resolt el misteri, que era la força real darrere dels seus sentiments. Rucastle sobreviu com a invàlid, mantingut viu només per la seva segona dona. Més tard, la senyoreta Hunter es converteix en directora d'una escola de noies, on es troba amb "un èxit considerable".

## Historial de publicacions
"The Adventure of the Copper Beeches" es va publicar per primera vegada al Regne Unit a The Strand Magazine el juny de 1892, i als Estats Units a l'edició nord-americana del Strand el juliol de 1892. La història es va publicar amb nou il·lustracions de Sidney Paget a The Strand Magazine. Va ser inclòs a la col·lecció de contes Les aventures de Sherlock Holmes, que es va publicar l'octubre de 1892.

## Adaptacions

### Cinema i televisió
La història va ser adaptada com el curtmetratge The Copper Beeches (1912), protagonitzada per Georges Tréville i dirigida, encara que sense acreditar, per Adrien Caillard, com a part de la sèrie de pel·lícules Éclair. The Copper Beeches (1912) va ser una d'una sèrie de vuit adaptacions pel·lícules mudes de les històries de Holmes que en realitat van ser supervisades per Conan Doyle. És l'única que ha sobreviscut. Està alterada en diversos aspectes. En lloc de començar amb la visita de la senyora Hunter a Baker Street per explicar la seva història, comença amb Rucastle que intenta forçar la seva filla a renunciar als seus drets sobre la seva fortuna i després ordena al seu promès que abandoni la seva propietat. Posteriorment, Rucastle tanca la seva filla. La pel·lícula només té Holmes (no Watson), i no hi ha cap aparició de la senyora Rucastle ni dels criats. Tampoc hi ha cap mastí. L'esquema per què Rucastle vol que la Sra. Hunter es talli els cabells i es quedi al costat de la finestra és el mateix, però el motiu és diferent: Rucastle intenta atraure el promès de tornada perquè pugui fingir que li va disparar com un intrús. Al final, Holmes i la policia capturen Rucastle, i la filla i el seu promès marxen junts.
Una altra adaptació com a curtmetratge, The Copper Beeches (1921), es va estrenar com a part de la sèrie de pel·lícules Stoll protagonitzada per Eille Norwood.
La història va ser adaptada com "The Copper Beeches", un episodi de 1965 de la sèrie Sherlock Holmes protagonitzat per Douglas Wilmer com Holmes, Nigel Stock com Watson, Suzanne Neve com Violet Hunter i Patrick Wymark com Jephro Rucastle e.
"The Copper Beeches" és un episodi de 1985 de Les aventures de Sherlock Holmes protagonitzat per Jeremy Brett com Sherlock Holmes, amb Natasha Richardson com Miss Hunter i Joss Ackland com Rucastle.

### Ràdio
"The Copper Beeches" va ser adaptat per Edith Meiser com a episodi de la sèrie de ràdio The Adventures of Sherlock Holmes. L'episodi es va emetre el 17 de novembre de 1930, amb Richard Gordon com Sherlock Holmes i Leigh Lovell com el Dr. Watson. Una altra dramatització radiofònica de la història es va emetre el 5 de maig de 1935 (amb Louis Hector com Holmes i Lovell com Watson). Meiser també va adaptar la història com a episodi de The New Adventures of Sherlock Holmes amb Basil Rathbone com Holmes i Nigel Bruce com Watson. L'episodi es va emetre el 6 d'octubre de 1940. Altres dramatitzacions de la història es van emetre el 7 de maig de 1943 (de nou amb Rathbone i Bruce) i el novembre de 1947 (amb John Stanley com Holmes i Alfred Shirley com Watson).
La història va ser adaptada per Felix Felton com a producció de ràdio que es va emetre al BBC Light Program el 1955, com a part de la sèrie de ràdio 1952–1969 protagonitzada per Carleton Hobbs com Holmes i Norman Shelley com Watson.
Una adaptació es va emetre a la ràdio de la BBC el 1978, protagonitzada per Barry Foster com Holmes i David Buck com Watson. Va ser adaptat per Michael Bakewell.
"The Copper Beeches" va ser dramatitzat per Peter Mackie per a la BBC Radio 4 el 1991 com un episodi de la sèrie de ràdio 1989–1998 protagonitzada per Clive Merrison com Holmes i Michael Williams com Watson. Va comptar amb Roger Hammond com a Jephro Rucastle i Imogen Stubbs com a Violet Hunter.
La història va ser adaptada com a episodi del 2015 de la sèrie de ràdio The Classic Adventures of Sherlock Holmes, amb John Patrick Lowrie com a Holmes i Lawrence Albert com a Watson.

### D'altres
Peter Cannon ha assenyalat paral·lelismes entre "L'aventura dels faigs de coure" i la història d'H. P. Lovecraft "La imatge de la casa".
A Sherlock Holmes's War of the Worlds, Violet Hunter es converteix en la segona esposa del doctor Watson esmentada a "L'aventura del soldat blanquejat". Es deia que Hunter estava casat amb el primer oficial de l'HMS Thunder Child.